# A Head Full Of Dreams (canción)
«A Head Full of Dreams» es una canción escrita e interpretada por la banda de rock británica Coldplay. Es la primera pista de su álbum homónimo. Un vídeo musical para la canción fue lanzado el 19 de agosto de 2016.

## Antecedentes
La canción fue grabada por la banda durante las sesiones para su séptimo álbum de estudio en 2014, en sus estudios The Bakery y The Beehive en el norte de Londres, Inglaterra, ambos construidos originalmente para trabajar en sus tres discos de estudio anterior.

## Recepción crítica
Spencer Kornhaber del Atlantic llamó a la composición de la canción como algo "fresco" e "inusual". Además, dijo que las campanas, el pulso de la danza, tambores, y partes de guitarra que suenan poco antes de los dos minutos, y con carácter retroactivo dio cuenta de que acaba de experimentar un coro, cuando Martin canta el título de la canción dos veces y se suma a esa línea de guitarra que habías oído antes del segundo verso no termina en un coro, sino que se lanza a un fuego de estilo arcade 'ohh-ohhhh.
Janine Schaults de Consecuence dijo que la canción "se abre con campanas de señalización de entrada a una tierra mágica como abrir la puerta de la fábrica de chocolates de Willy Wonka, sin embargo, los desechos de canciones sin tiempo para llegar a su género" oh oh oh-a-oh 'coro, el tipo de cosa que un mar resplandeciente de plañideras gritará hasta las vigas de los estadios de las visitas de la banda en gira el próximo año. un poco perezoso, se podría argumentar, sino como Martin dijo al Wall Street Journal, que no quiere 'cualquier cosa para conseguir en la forma del estado de ánimo de la música ... no se puede traducir en palabras la melodía.
Adam Silverstein de Digital Spy escribió, "Antes de la separación de Martin y Gwyneth y las "Ghost Stories" (historias de fantasmas) emocionales que le siguieron, Coldplay estaba en camino a un lugar más pop como en el 2011 con "Mylo Xyloto". "A Head Full of Dreams" con gusto re-evoca aquellos brillante y relucientes colores de nuevo, a la vez que hace girar una línea de guitarra que podría haber caído de The Joshua Tree de U2, es la primera señal de que Martin está listo para seguir adelante, con alegría incubar un mundo donde los sueños se hacen realidad. Bienvenido de nuevo, Chris, te extrañamos".

## Vídeo musical
El vídeo musical fue publicado el 19 de agosto de 2016 siendo grabado en la Ciudad de México, donde se muestra a la banda montando en bicicletas por la ciudad hasta llegar a su concierto en el Foro Sol. Fue publicada en la plataforma digital YouTube.

## Interpretaciones en vivo
La canción fue interpretada por primera vez en The Late Late Show con James Corden, junto con "Adventure of a Lifetime", el 12 de noviembre de 2015. También se interpretó en el programa X Factor Italia en Milán. La canción es la canción de apertura en su gira A Head Full of Dreams Tour.

## Lista de canciones
| Descarga digital |                         |          |  |
| N.º              | Título                  | Duración |  |
| 1.               | «A Head Full of Dreams» | 3:43     |  |

| Descarga digital Radio edit |                                      |          |  |
| N.º                         | Título                               | Duración |  |
| 1.                          | «A Head Full of Dreams» (Radio edit) | 3:29     |  |

| CD Promocional |                                         |          |  |
| N.º            | Título                                  | Duración |  |
| 1.             | «A Head Full of Dreams» (Radio edit)    | 3:29     |  |
| 2.             | «A Head Full of Dreams» (Album Version) | 3:43     |  |
| 3.             | «A Head Full of Dreams» (Instrumental)  | 3:43     |  |

## Posicionamiento en listas
| Listas (2015-17)     | Posición más BAJA |
| -------------------- | ----------------- |
| Ultratip Flanders    | 2                 |
| Ultratop 50 Wallonia | 14                |
| SNEP                 | 156               |
| RÚV                  | 2                 |
| FIMI                 | 58                |
| Single Top 100       | 60                |
| Rádio Top 100        | 32                |
| PROMUSICAE           | 45                |
| UK Singles           | 173               |
| Billboard Rock Songs | 26                |

## Certificaciones
| País   | Certificación | Ventas |
| ------ | ------------- | ------ |
| Italia | Oro           | 25 000 |